# Königseggwald

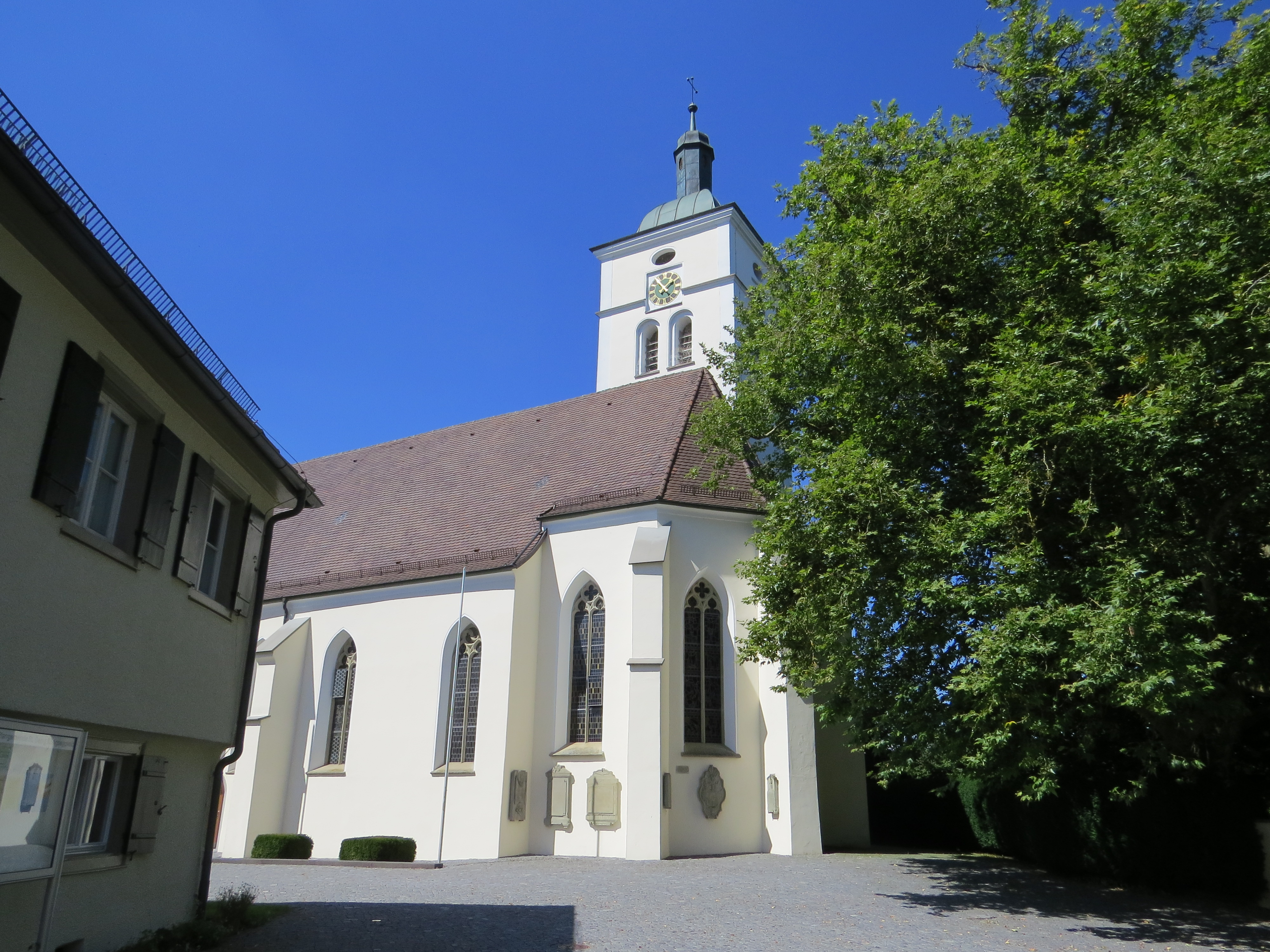
Kirche in Königseggwald

Königseggwald ist eine Gemeinde im baden-württembergischen Landkreis Ravensburg in Deutschland.
Seit 1972 ist sie ein Mitglied im Gemeindeverwaltungsverband Altshausen mit Sitz in Altshausen.

## Geographie

### Lage
Die Gemeinde befindet sich am westlichen Rand des Landkreises Ravensburg, eingebettet in das Oberschwäbische Hügelland. Die Gemarkung von Königseggwald hat Anteil am Naturschutzgebiet Pfrunger-Burgweiler Ried.

### Nachbargemeinden
Königseggwald grenzt, von Nordosten im Uhrzeigersinn beginnend, an folgende Gemeinden: Hoßkirch, Guggenhausen und Riedhausen im Landkreis Ravensburg sowie Ostrach im Landkreis Sigmaringen.

## Geschichte

### Mittelalter und frühe Neuzeit
Der Ort Wald war um 1000 als Grablege der Vögte des Klosters Reichenau bedeutend. Später war der Ort wohl mit der Burg Königsegg (heute zu Guggenhausen) verbunden.
Am 4. Januar 1083 stifteten die Edeln Hezelo und Hesso in Heratskirch ein Kloster zu Ehren des Heiligen Georg, von welchem sie Reliquien besaßen. Gleichzeitig übergab Hezelo den Ort Wald (Königseggwald) in den Schutz des Grafen Mangold von Alshausen, damit er das darin zu stiftende Kloster dem apostolischen Stuhle unterstellen möge. Hezelo hatte vor, das Kloster im Oberschwäbischen zu errichten, doch bestand der Hirsauer Abt Wilhelm (1069–1091) auf eine Verlegung der Stiftung, um das neue Kloster weitgehend der weltlichen Einflussnahme zu entziehen. Schließlich einigten sie sich auf einen Ort im Schwarzwald als Platz für die Klostergründung: Kloster Sankt Georgen im Schwarzwald.
Um 1174 kam der Ort unter die Verfügungsgewalt des Ministerialengeschlechts der Herren von Fronhofen, die sich später nach der Burg Königsegg nannten. 1311 erwarben diese den Ort als Eigentum, 1681 verlegte die inzwischen zu Reichsgrafen aufgestiegene Familie zu Königsegg-Aulendorf ihre Residenz von der Stammburg nach Königseggwald.

### Seit der Zugehörigkeit zu Württemberg
Durch die Mediatisierung aufgrund des Reichsdeputationshauptschlusses kam das Gebiet Anfang des 19. Jahrhunderts an das Königreich Württemberg und wurde dem Oberamt Saulgau zugeordnet. Bei der Kreisreform während der NS-Zeit in Württemberg gelangte Königseggwald 1938 zum erweiterten Landkreis Saulgau. Nach dem Zweiten Weltkrieg wurde die Gemeinde 1945 Teil der Französischen Besatzungszone und kam somit zum Nachkriegsland Württemberg-Hohenzollern, welches 1952 im Bundesland Baden-Württemberg aufging. Seit der Kreisreform von 1973 ist Königseggwald Teil des Landkreises Ravensburg.

### Religion
Königseggwald ist auf Grund der Historie vom Katholizismus geprägt. Die römisch-katholische Kirchengemeinde St. Georg gehört zur Seelsorgeeinheit Altshausen im Dekanat Saulgau der Diözese Rottenburg-Stuttgart.

## Politik

### Gemeinderat
Bei der Kommunalwahl am 9. Juni 2024 wurde der Gemeinderat durch Mehrheitswahl aus einer Einheitsliste gewählt. Mehrheitswahl findet statt, wenn kein oder nur ein Wahlvorschlag eingereicht wird. Der Gemeinderat besteht aus acht Mitgliedern. Der Gemeinderat besteht aus den gewählten ehrenamtlichen Gemeinderäten und dem Bürgermeister als Vorsitzendem. Der Bürgermeister ist im Gemeinderat stimmberechtigt.

### Bürgermeister
Bürgermeister ist seit 2024 Benedikt Endriss. Er wurde am 12. November 2023 mit 51,7 Prozent der Stimmen gewählt. Endriss folgte Roland Fuchs nach, der ab 1992 amtierte.

### Wappen
| Wappen der Gemeinde Königseggwald | Blasonierung: „In gespaltenem Schild vorne von Rot und Gold (Gelb) schräg gerautet, hinten in Gold (Gelb) eine bewurzelte grüne Tanne.“ |
| Wappen der Gemeinde Königseggwald | Wappenbegründung: Das gerautete Familienwappen der Grafen von Königsegg in der vorderen Schildhälfte des Wappens bezieht sich auf deren hiesige Residenz. Damit spricht es den ersten Bestandteil des Gemeindenamens an. Die bewurzelte Tanne im hinteren Schildfeld bezieht sich auf die letzte Silbe des Namens. Das Innenministerium hat das Wappen und die Flagge am 21. April 1975 verliehen. |

### Gemeindepartnerschaft
- Bátmonostor im Komitat Bács-Kiskun in Ungarn[5]

## Kultur und Sehenswürdigkeiten

### Bauwerke

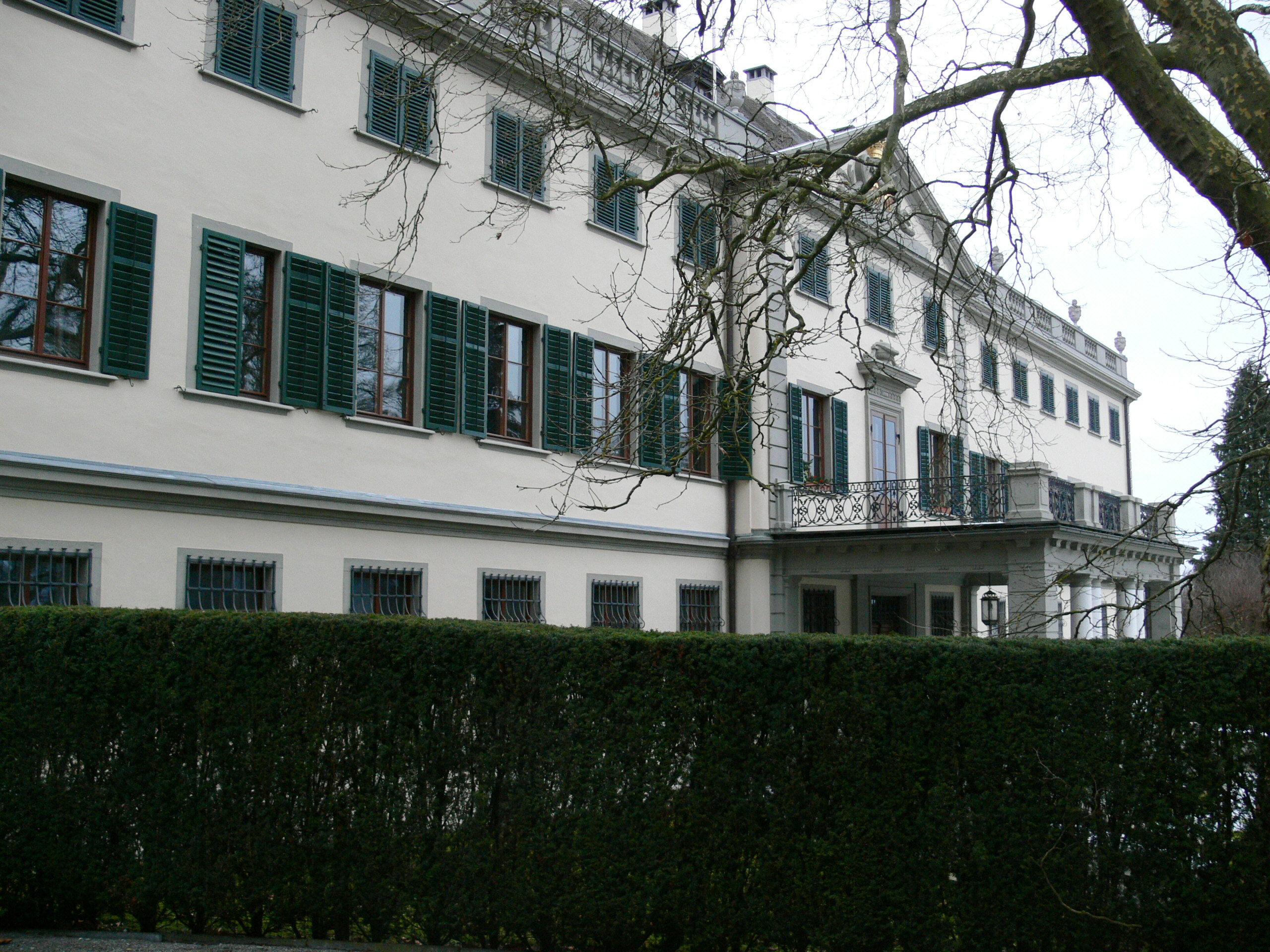
Schloss Königseggwald

- Schloss der Grafen zu Königsegg, an der Stelle eines mittelalterlichen Vorgängerbaus ab 1765–1770 erbaut unter Beratung des französischen Architekten Pierre Michel d’Ixnard
- Katholische Pfarrkirche St. Georg, 1481 erbaut (spätgotisch)
- Ehemaliges Franziskanerinnenkloster. Konventbau von 1711 (heute als Archiv des Gräflichen Hauses zu Königsegg-Aulendorf, Rent- und Forstamt und für Wohnzwecke genutzt)

## Wirtschaft und Infrastruktur

### Ansässige Unternehmen
Um 1820 wurde in Königseggwald eine gräfliche Brauerei gegründet, die nach Übernahme durch Fridolin Härle um 1900 bis 2003 als Härle-Brauerei firmierte (nicht zu verwechseln mit der Brauerei Clemens Härle, eines Bruders von Fridolin Härle in Leutkirch oder der von einem weiteren Bruder geführten Gräflich Königsegg’schen Brauerei in Aulendorf). 2002 bis 2003 wurde die Brauerei durch eine Bürgerinitiative vor der Schließung bewahrt, in Königsegger WalderBräu AG umbenannt und seither auf der Grundlage von „Bürger-Aktien“ (vinkulierten Namensaktien), deren Dividende in Bier ausgezahlt wird, umfassend modernisiert. Ehemaliger Braumeister war Martin Härle, ein Urenkel von Fridolin Härle.

## Persönlichkeiten
- Joseph Staader von Adelsheim (* 1738 in Königseggwald; † 12. November 1808 in Wien), Offizier (Feldzeugmeister) während der Koalitionskriege
- Carl Härle (* 26. August 1879 in Königseggwald; † 26. August 1950 in Mülheim an der Ruhr), Industriemanager und Werksdirektor der Firma August Thyssen & Co
- Anna Bertha Königsegg (* 9. Mai 1883 in Königseggwald; † 12. Dezember 1948 in Salzburg), katholische Ordensfrau und Widerstandskämpferin in der Zeit des Nationalsozialismus